# 지리지라오 공관
지리지라오 공관(파이완어: Giljegiljaw Kungkuan, 2002년 3월 29일~)은 중화민국의 야구 선수이다. 현재 웨이취안 드래건스 소속으로 뛰고 있다. 중국어 이름은 주리런(중국어 정체자: 朱立人, 병음: Zhū Lìrén, 한자음: 주입인)이다.